# Ridane
Ridane (în arabă ريدان) este o comună din provincia Bouira, Algeria.
Populația comunei este de 3.268 de locuitori (2008).